# دايفيد وود
دايفيد وود (بالإنجليزية: David Bowne Wood )‏ (و. – م) هو صحفي، من الولايات المتحدة الأمريكية.

## جوائز
حصل على جوائز منها:
- جائزة بوليتزر (2012).[4]